# Ferchar, 1. Earl of Ross

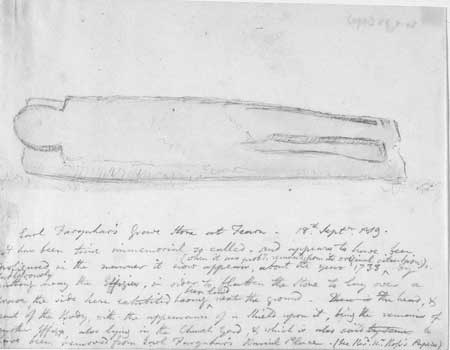
1819 entstandene Skizze von dem Grab von Ferchar in Fearn Abbey

Ferchar mac in tSagairt, 1. Earl of Ross (Vorname auch Ferquhard oder Farquhar, genannt Mactaggart, Macintagart oder Machentagar(d), * um 1190; † um 1251), war ein schottischer Magnat.
Er war der Begründer der Familie Ross, deren Familienoberhäupter bis zum Ende des 14. Jahrhunderts das nordschottische Ross beherrschten.

## Herkunft
Ferchar stammte vermutlich aus dem östlichen Ross. Sein Beiname Mactaggert bedeutet Sohn des Priesters. Im 19. Jahrhundert mutmaßten Historiker, dass Fercher im Besitz des Klosters von Applecross an der schottischen Westküste war. Nach der jüngeren Forschung gilt es aber als wahrscheinlicher, dass er in Verbindung mit dem Schrein und dem Heiligtum von St Duthac in Tain in Verbindung stand, falls er überhaupt eine Verbindung zu Geistlichen hatte.

## Aufstieg zum Earl of Ross
Ferchar wird erstmals erwähnt, als er 1215 die von Donald Ban Macwilliam und Kenneth Macheth geführten Rebellen schlug, die in Nordschottland gegen König Alexander II. rebellierten. Angehörige der Familie Macwilliam hatten bereits in den 1180er Jahren und 1211 vergeblich den schottischen Thron beansprucht, während Angehörige der Familie Macheth als Nachfahren von Malcolm Macheth das Earldom Ross beanspruchten. Nach seinem Sieg präsentierte Ferchar am 15. Juni 1215 dem jungen König die abgeschlagenen Köpfe der Anführer, worauf ihn der König zum Ritter schlug. Diese Auszeichnung machte den aus einer schottisch-gälischen Familie stammenden Ferchar zu einem der führenden Unterstützer des Königs in Ross. Alexander II. setzte die Anstrengungen seines Vaters Wilhelm I. fort, die königliche Herrschaft auf Nordschottland auszudehnen. 1221 reiste er bis nach Inverness, und zwischen 1221 und 1226 erhob er Ferchar zum Earl of Ross, was als Zeichen der gestiegenen königlichen Autorität in Nordschottland gilt.

## Einmischung in den Machtkampf um die Isle of Man
Die Ausweitung der königlichen Macht, aber auch die Ausweitung des Einflusses von Ferchar führte aber auch zu Spannungen mit anderen norschottischen Adligen wie John Haraldson, Earl of Caithness. Ferchar versuchte offenbar auch, seinen Einfluss auf die westschottischen Inseln auszuweiten, die unter der Oberhoheit der Könige von Norwegen standen. Seine Tochter Christina heiratete vor 1223 Óláf, den späteren König der Isle of Man. In der Folge unterstützte Ferchar seinen Schwiegersohn im Kampf gegen dessen Neffen Godred Don auf Skye. 1223 reiste König Alexander II. nach Moray. Ob der König mit diesem Zug Ferchar unterstützen wollte oder ob er ihn zurückhalten wollte, um keinen Konflikt mit dem norwegischen König herauszufordern, ist unbekannt. Auf der Isle of Man kam es in der Folge zu einem Machtkampf zwischen dem von Ferchar unterstützten Óláf und dessen Bruder Ragnvald, der von Alan, Lord of Galloway, einem der mächtigsten Vasallen des schottischen Königs unterstützt wurde. In dem jahrelangen Konflikt konnte sich bis 1231 schließlich Ferchars Schwiegersohn durchsetzen, so dass der schottische Einfluss auf der Isle of Man und den westschottischen Inseln ausgeweitet wurde.

## Weitere Unterstützung für den schottischen König
Als Alexander II. 1234 nach dem Tod von Alan, Lord of Galloway dessen umfangreiche Herrschaft unter den drei Töchtern Alans aufteilen wollte, kam es in der Region zu einer Rebellion. Der König zog im Juli 1235 mit einem Heer nach Galloway, um die Rebellion niederzuschlagen. Dabei wurde das königliche Heer am Water of Ken überraschend von den Rebellen angegriffen. Nur das Erscheinen des von Ferchar geführten Aufgebots aus Ross, das den Rebellen in den Rücken fiel, bewahrte das königliche Heer vor einer Niederlage. 1234 hatte Ferchar ein Abkommen zwischen Bischof Andrew Murray und Walter Comyn, Earl of Menteith bezeugt, in dem es um die Nutzung von Ländereien in Kincardineshire ging. 1237 bezeugte Ferchar den Vertrag von York und 1244 eine Kopie des Vertrags von Newcastle, die zur Bestätigung zur römischen Kurie gesandt wurde.

## Nachkommen
Über die Anzahl von Ferchars Ehen oder die Namen seiner Frauen ist nichts bekannt. Er hatte mehrere Kinder, darunter:
- Uilleam, 2. Earl of Ross († 1274)
- Malcolm
- Christina ⚭ Óláf II., König von Man
- Euphemia ⚭ Walter of Duffus († 1263), jüngerer Sohn von William de Moravia, 1. Earl of Sutherland

Sein Erbe wurde sein ältester Sohn Uilleam. In den 1220er Jahren hatte Ferchar mit Hilfe von Kanonikern aus Whithorn das Prämonstratenserkloster Fearn gestiftet, wo er nach seinem Tod beigesetzt wurde.